# Мері Бет Даннікей
Мері Бет Даннікей (англ. Mary Beth Dunnichay; нар. 25 лютого 1993) — американська стрибунка у воду.
Учасниця Олімпійських Ігор 2008 року.
Призерка Чемпіонату світу з водних видів спорту 2009 року.